# Городець (місто)
Городе́ць (рос. Городец) — місто районного значення Нижньогородської області Росії, адміністративний центр Городецького району.
Місто розташоване на лівому березі Волги, за 53 км вище Нижнього Новгорода і за 14 км на схід від залізничної станції Заволжя-Пасажирська (кінцева станція електрифікованої лінії від Нижнього Новгорода, Нижньогородська ГЕС).

## Історія
Городець — одне з найдавніших слов'янських поселень на Середній Волзі, засноване у 2-й половині XII століття (за одними даними, у 1152, за іншими — в 1172). У лютому 1238, Городець було спалено військами Батия. Вважається, що у Городці помер Олександр Невський, який повертався із Золотої Орди до Новгороду.
За заповітом Олександра Невського, його третій син Андрій Олександрович (Андрій Городецький) отримує Городецьке князівство собі в спадок, і править там до своєї смерті в 1304. У Городці він і похований.
Пізніше Городець входив до Суздальсько-Нижньогородського великого князівства. В 1408, зруйновано Едигеєм. Після цього він довгий час іменувався «пустий Городець».
Знову заселено, як ремісниче село, у кінці XVI — початку XVII ст; було центром хлібної торгівлі і виготовлення дерев'яного начиння. Знову отримав статус міста тільки в 1922.

## Економіка і культура

### Промисловість
Суднобудування та судноремонт; деревообробне, взуттєве, строчовишивальне виробництво.

### Освіта
Педагогічний коледж.

### Музеї
- Краєзнавчий музей.
- Виставковий зал.
- Музей самоварів.

## Галерея

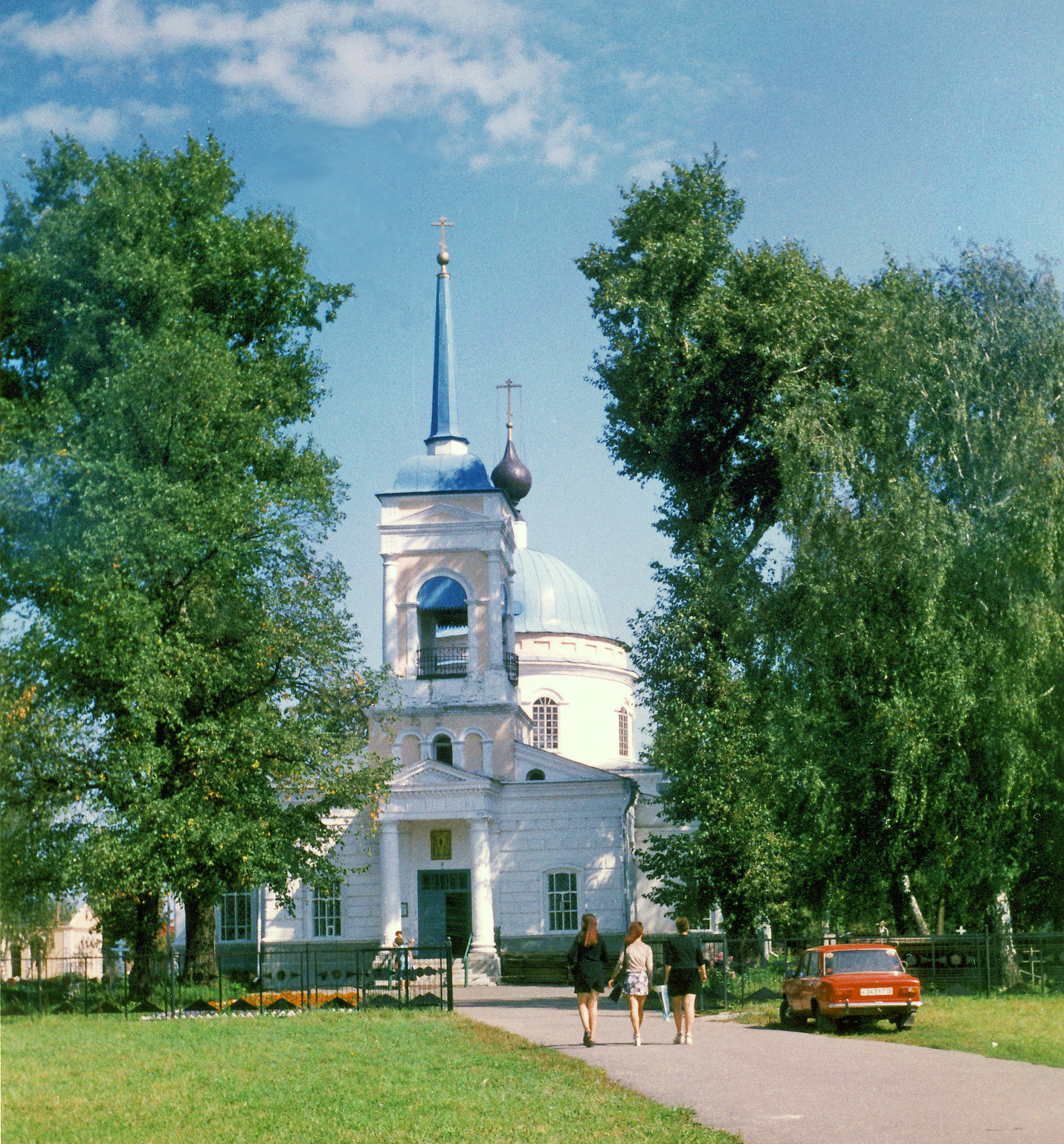
Церква Покрова Пресвятої Богородиці. Архітектор І. Є. Єфімов
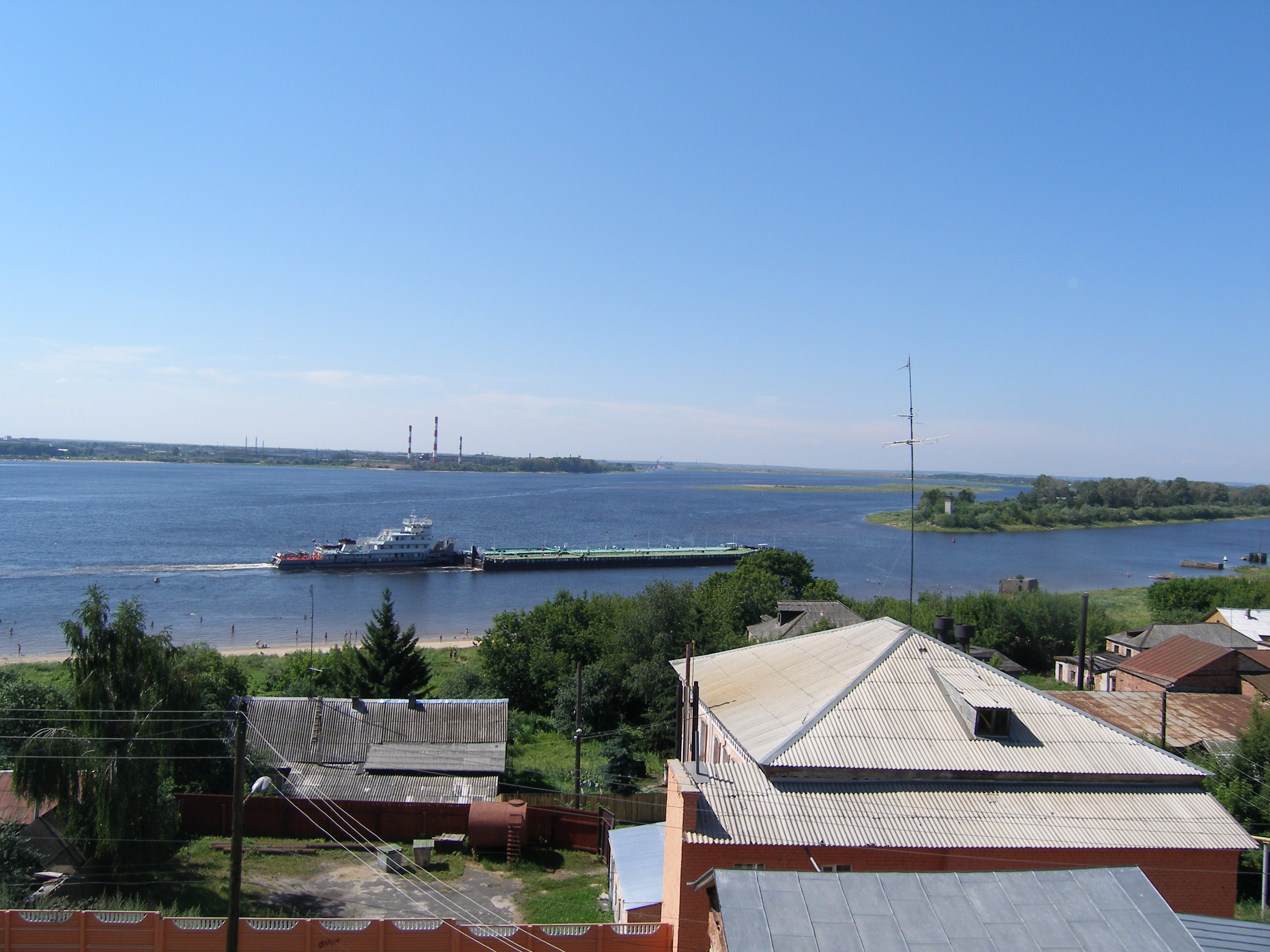
Вид на Волгу
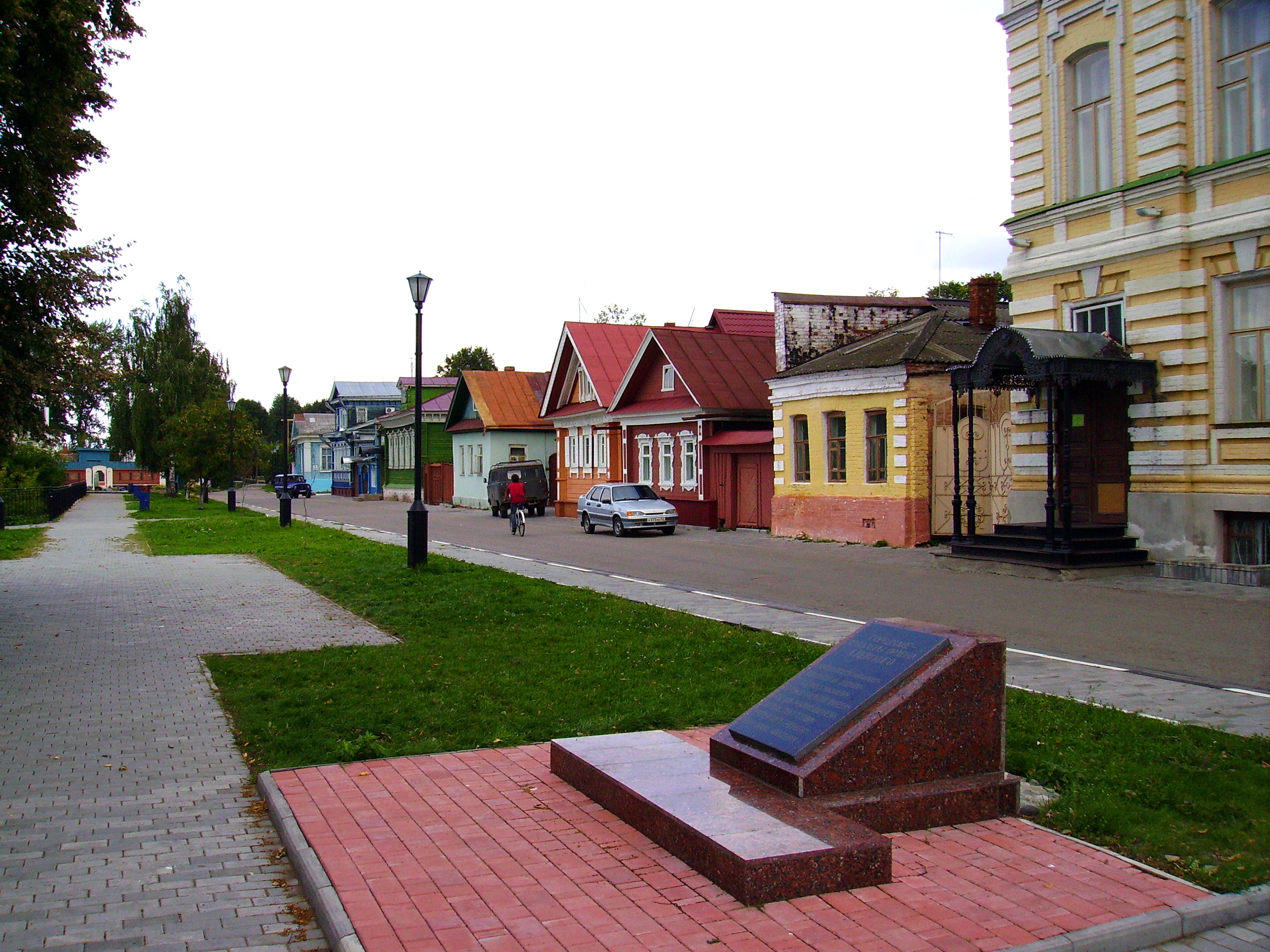
Набережна Революції
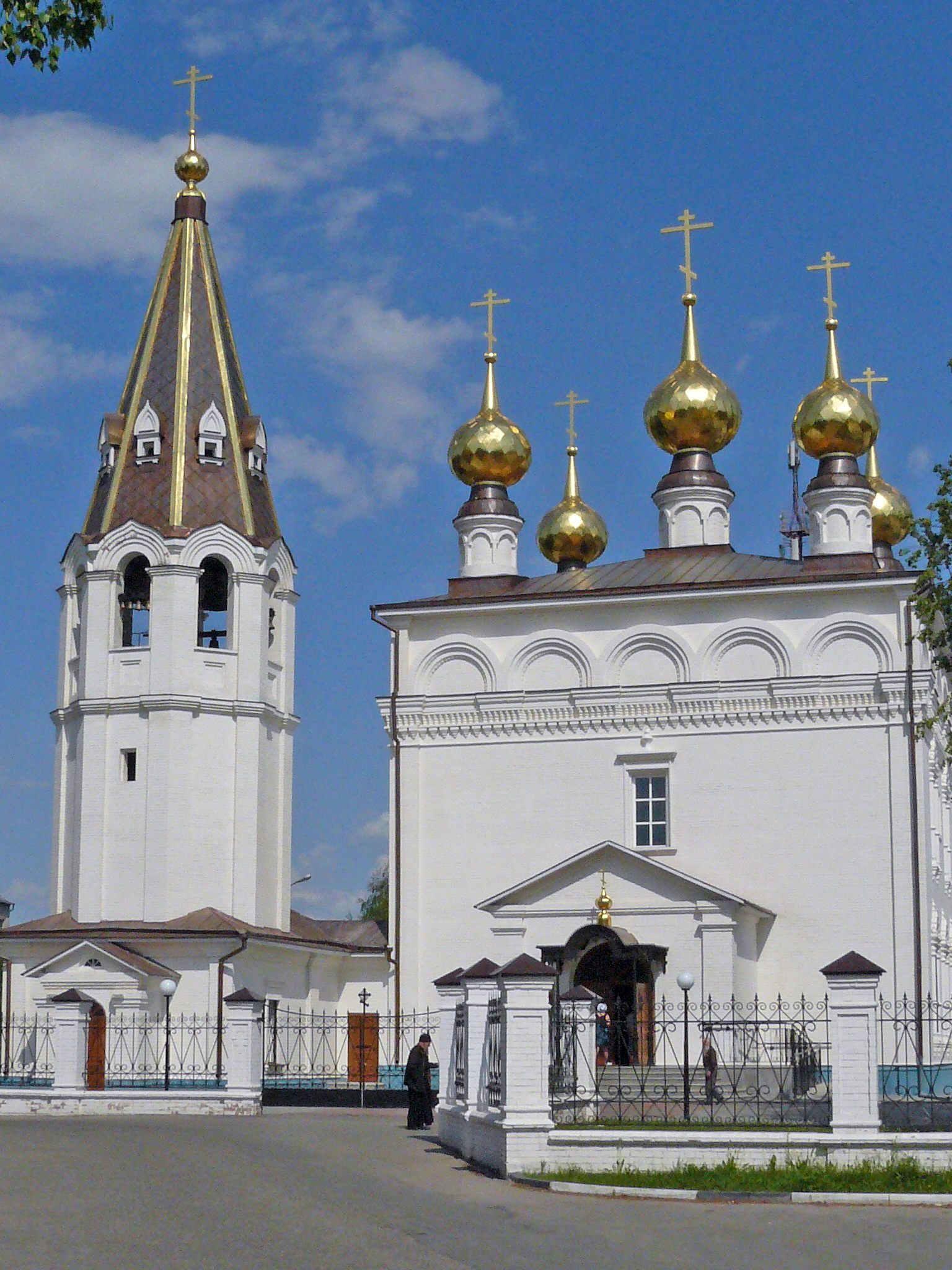
Феодорівський собор
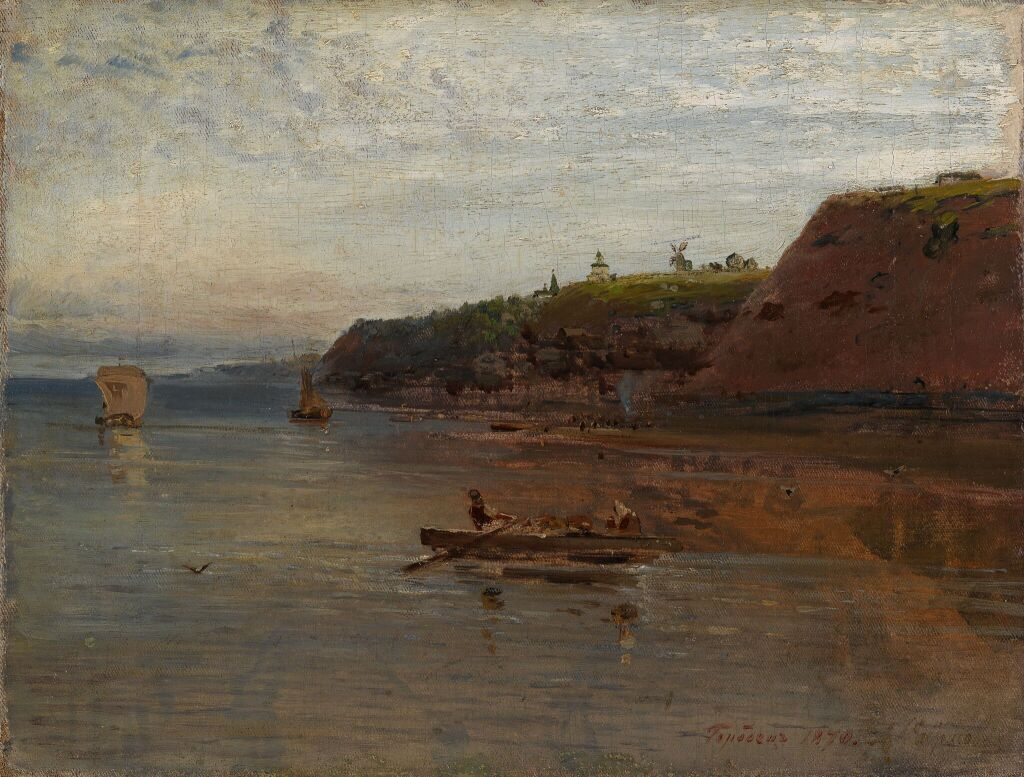
Саврасов О. К. Волга поблизу Городця. 1870 рік